# Bukit Jung
Bukit Jung är en kulle i Indonesien.   Den ligger i provinsen Aceh, i den västra delen av landet, 1 600 km nordväst om huvudstaden Jakarta. Toppen på Bukit Jung är 152 meter över havet, eller 73 meter över den omgivande terrängen. Bredden vid basen är 2,0 km.
Terrängen runt Bukit Jung är varierad.Runt Bukit Jung är det ganska glesbefolkat, med 26 invånare per kvadratkilometer. I omgivningarna runt Bukit Jung växer i huvudsak städsegrön lövskog.